# Crimental
En la novela 1984 (1949), de George Orwell, la palabra crimental describe los pensamientos no ortodoxos de una persona, como las creencias y dudas tácitas que contradicen los principios del Ingsoc (Socialismo inglés), la ideología dominante de Oceanía. En Neolengua, las palabras crimental, ideacrimen y malpensamiento describen las acciones intelectuales de una persona que tiene pensamientos políticamente inaceptables; por tanto el gobierno del Partido controla el discurso, las acciones, y los pensamientos de los ciudadanos de Oceanía. En el uso del inglés contemporáneo, la palabra crimental (thoughtcrime, en inglés) describe creencias que son contrarias a las normas aceptadas de la sociedad, y se usa para describir conceptos teológicos, como incredulidad e idolatría, y el rechazo de una ideología.

## Control del pensamiento
En la historia de 1984, la Policía del Pensamiento es responsable de la detección y eliminación de los crimentales, y el control social de las poblaciones de Oceanía, a través del control audiovisual y el perfil de los delincuentes. Tal control psicológico permite a la Policía de Pensamiento detectar, arrestar y asesinar a los infractores, ciudadanos cuya independencia (intelectual, mental, y moral) desafía la ortodoxia política del Ingsoc (Socialismo inglés) y por ello la autoridad gubernamental legítima del Partido. En la detección de los crimentales, y para superar la imposibilidad física de vigilar simultáneamente a cada ciudadano de Oceanía, la policía del pensamiento espía a la población a través de las omnipresentes telepantallas bidireccionales, y así puede controlar la expresión corporal de cualquier persona, discurso reflexivo y expresiones faciales:

Cualquier sonido que Winston hiciera, por encima del nivel de un susurro muy bajo, sería captado por telepantalla. Además, mientras permaneciera dentro del campo de visión que ordenaba la placa de metal, se podía ver y escuchar. Por supuesto, no había forma de saber si te estaban vigilando en un momento dado. Con qué frecuencia, o en qué sistema, la Policía del Pensamiento se conectó a cualquier cable individual son suposiciones.
- Parte I, Capítulo 1, 1984

La presencia física y universal de la telepantalla, en público y en espacios privados, ejercía una presión psicológica a cada ciudadano de Oceanía por suponer que él o ella estaba bajo constante vigilancia de la Policía del Pensamiento,por lo tanto en peligro de ser detectado y arrestado como un criminal del pensamiento; así, siempre que se acercaba a una telepantalla, Winston Smith siempre tuvo en cuenta aquella posibilidad: "Si hiciste movimientos inesperados, ellos te gritarán desde la telepantalla". Esa vigilancia predictiva permitió que la Policía del Pensamiento y el Ministerio del Amor (Miniluv) fueran universalmente temidos por los ciudadanos de Oceanía, especialmente por los miembros del Partido Exterior, el cual incluye Winston Smith.

### Paracrimen
En vocabulario de Neolengua, la palabra paracrimen (crimestop, en inglés) denota autoconciencia del ciudadano para deshacerse inmediatamente de pensamientos indeseados o incorrectos (personales y políticos), cuyo descubrimiento, por parte de la policía del pensamiento, llevaría a la detección y arresto, transporte e interrogatorio en el Miniluv (Ministerio del Amor). El protagonista, Winston Smith, describe el paracrimen como proceso consciente de disonancia cognitiva autoimpuesta:

La mente debe desarrollar un punto ciego cada vez que se presente un pensamiento peligroso. El proceso debe ser automático, instintivo. Paracrimen, lo llamaron en neolengua... Se puso a trabajar para ejercitarse en paracrimen. Se presentó con proposiciones: "el Partido dice que la Tierra es plana", "el Partido dice que el hielo es más pesado que el agua", y se entrenó para no ver o no entender los argumentos que los contradecían.

Además, desde la perspectiva del principal enemigo del estado de Oceanía, en el libro La Teoría y Práctica del Colectivismo Oligárquico, Emmanuel Goldstein dijo que:

"Paracrimen" significa la facultad de detenerse, como por instinto, en el umbral de cualquier pensamiento peligroso. Incluye el poder de no captar las analogías, de no percibir errores lógicos, de malinterpretar los argumentos más simples si son contrarios al Ingsoc, y de estar aburrido o aterrado por cualquier pensamiento que sea capaz de conducir hacia una dirección herética. "Paracrimen", en resumen, significa estupidez protectora.
Orwell, George. 1984 (1949). Martin Secker & Warburg Ltd, Londres, pp. 220-221.